# Ypsilanti (Míchigan)
Ypsilanti es una ciudad ubicada en el condado de Washtenaw en el estado estadounidense de Míchigan. En el Censo de 2020 tenía una población de 20,648 habitantes y una densidad poblacional de 1.885,66 personas por km².

## Geografía
Ypsilanti se encuentra ubicada en las coordenadas 42°14′36″N 83°37′19″O / 42.24333, -83.62194. Según la Oficina del Censo de los Estados Unidos, Ypsilanti tiene una superficie total de 11.7 km², de la cual 11.21 km² corresponden a tierra firme y (4.2%) 0.49 km² es agua.

## Demografía
Según el censo de 2010, había 19435 personas residiendo en Ypsilanti. La densidad de población era de 1.660,52 hab./km². De los 19435 habitantes, Ypsilanti estaba compuesto por el 61.5% blancos, el 29.17% eran afroamericanos, el 0.58% eran amerindios, el 3.38% eran asiáticos, el 0.04% eran isleños del Pacífico, el 1.08% eran de otras razas y el 4.26% pertenecían a dos o más razas. Del total de la población el 3.9% eran hispanos o latinos de cualquier raza.

## Personajes ilustres
- Marie Tharp, matemática, cartógrafa oceanográfica y geóloga estadounidense, creó el primer mapa científico de todo el suelo oceánico. Su obra puso de manifiesto la existencia de la dorsal mesoatlántica y revolucionó la comprensión científica de la deriva continental.